# فلوريدا روفين ريدلي
فلوريدا روفين ريدلي (بالإنجليزية: Florida Ruffin Ridley)‏ (29 يناير 1861 - 25 فبراير 1943) هي ناشطة أفريقية أمريكية في مجال حقوق الإنسان وحقوق المرأة ومعلمة وكاتبة ومحررة من مدينة بوسطن في ولاية ماساتشوستس. فلوريدا كانت من أوائل المعلمين السود في بوسطن. ومحررة صحيفة عصر المرأة التي كانت موجهة إلى المرأة السوداء.

## بدايات حياتها والتعليم
وُلدت فلوريدا ييتس روفين في 29 يناير 1861 لعائلة بارزة في بوسطن. كان والدها، جورج لويس روفين، أول أمريكي من أصل أفريقي يتخرج من كلية هارفارد للحقوق وأول قاضٍ أسود في الولايات المتحدة. كانت والدتها، جوزفين سانت بيير روفين، كاتبة أمريكية من أصل أفريقي، وزعيمة في مجال الحقوق المدنية، وناشطة بحق المرأة في التصويت. عاشت العائلة في شارع تشارلز في ويست إند.
التحقت ريدلي بمدارس بوسطن العامة وتخرجت من كلية بوسطن للمعلمين في عام 1882. كانت ثاني أمريكية من أصل أفريقي تدرس في مدارس بوسطن العامة (الأولى كانت إليزابيث سميث، التي درست في مدرسة فيليبس في سبعينيات القرن التاسع عشر). قامت بالتدريس في مدرسة غرانت من عام 1880 حتى زواجها عام 1888 من أوليسيس أرشيبالد ريدلي، صاحب محل خياطة في وسط مدينة بوسطن. انتقل الزوجان إلى بروكلين، ماساتشوستس، في عام 1896، حيث كانا على الأغلب أول مالكين للمنازل من أصل أفريقي في المدينة. وكانت ريدلي أحد مؤسسي كنيسة الموحدين الثانية في بروكلين. أنجبت هي وزوجها ابنتها، كونستانس، وابنها أوليسيس إيه ريدلي الابن.

## النشاط
أصبحت ريدلي ناشطة سياسيًا على خطى والدتها، عندما كانت شابة. كانت منخرطة في بداية حركة حق المرأة في التصويت وكانت ناشطة مناهضة للإعدام خارج نطاق القانون.
شاركت ريدلي مع والدتها وماريا لويز بالدوين في تأسيس العديد من المنظمات غير الربحية. أسسوا نادي عصر المرأة (الذي أُعيدت تسميته لاحقًا إلى نادي العصر الحديث)، وهو مجموعة مناصرة للنساء السود، في عام 1894. وفي عام 1895 أسسوا مجموعة أصبحت فيما بعد الرابطة الوطنية لنوادي النساء من عرقيات ملونة؛ حيث كانت المتحدثات في اجتماعهم الأول، الداعية لإلغاء عقوبة الإعدام والزعيم الديني، إليزا آن غاردنر، والباحثة الأمريكية الأفريقية آنا جاي كوبر، وإيلا سميث، وهي أول امرأة سوداء تحصل على درجة الماجستير من كلية ويلسلي. في عام 1918، أسست ريدلي ورافين وبالدوين رابطة النساء لخدمة المجتمع. قدمت الرابطة، التي لا تزال قائمة حتى اليوم، خدمات اجتماعية وتعليمية وخيرية لمجتمع السود. وفي عام 1923، ابتكرت ريدلي معرضًا «لإنجازان الزنوج وإلغاء النصب التذكارية» وأدارته في مكتبة بوسطن العامة نيابةً عن الرابطة.
شاركت أيضًا ريدلي، التي كانت لها اهتمام خاص بتاريخ السود، في تأسيس جمعية مجموعة فولكلور الزنوج في عام 1890، وأسست جمعية أحفاد الزنوج في وقتٍ مبكر من نيو إنغلاند في عشرينيات القرن الماضي.

## مهنة الكتابة
كصحفية وكاتبة مقالات، كتبت ريدلي بشكلٍ أساسي عن تاريخ السود والعلاقات العرقية في نيو إنغلاند.  كما ساهمت في مجلة تاريخ الزنوج، وبوسطن غلوب، ودوريات أخرى، ونشرت أيضًا عددًا من القصص القصيرة. كانت عضوًا في نادي ساتدرداي إيفنينغ كويل (ريشة مساء السبت)، وهي مجموعة أدبية نظمها محرر وكاتب العمود في بوسطن بوست يوجين غوردون في عام 1925. وكان من بين الأعضاء الزملاء بولين هوبكينز ودوروثي ويست. نشرت ساتدرداي إيفنينغ كويل، المجلة السنوية للمجموعة، أعمال الكاتبات والفنانات الأمريكيات من أصل أفريقي، بما فيهم ريدلي وهيلين جونسون ولويس مايلو جونز.
كما قامت ريدلي بتحرير صحيفة «وومنز إيرا»، وهي أول صحيفة في البلاد تنشرها النساء الأميركيات من أصول أفريقية وتتوجه إليهنَّ.
توفيت في منزل ابنتها في توليدو، أوهايو، في 25 فبراير 1943. منزلها في شارع تشارلز هو محطة في طريق بوسطن للتراث النسائي.

## ميراث
اعتبارًا من سبتمبر 2020، سُميت مدرسة فلوريدا روفين ريدلي باسمها في كوليدج كورنر، بروكلين، ماساتشوستس، على شرفها. 